# Muzeul de Artă din Cleveland
Muzeul de Artă din Cleveland (engleză Cleveland Museum of Art /ˈkliːvlənd/) este un muzeu de artă din Cleveland (Ohio, SUA), în Districtul Wade Park. Renumit la nivel internațional pentru colecțiile sale de artă asiatică și egipteană, muzeul găzduiește o colecție diversă și permanentă de peste 61.000 de opere de artă din întreaga lume. Cu o dotare de 755 de milioane de dolari, este al patrulea cel mai bogat muzeu de artă din Statele Unite. Cu aproximativ 770.000 de vizitatori anual (2018), este unul dintre cele mai vizitate muzee de artă din lume.

## Istorie

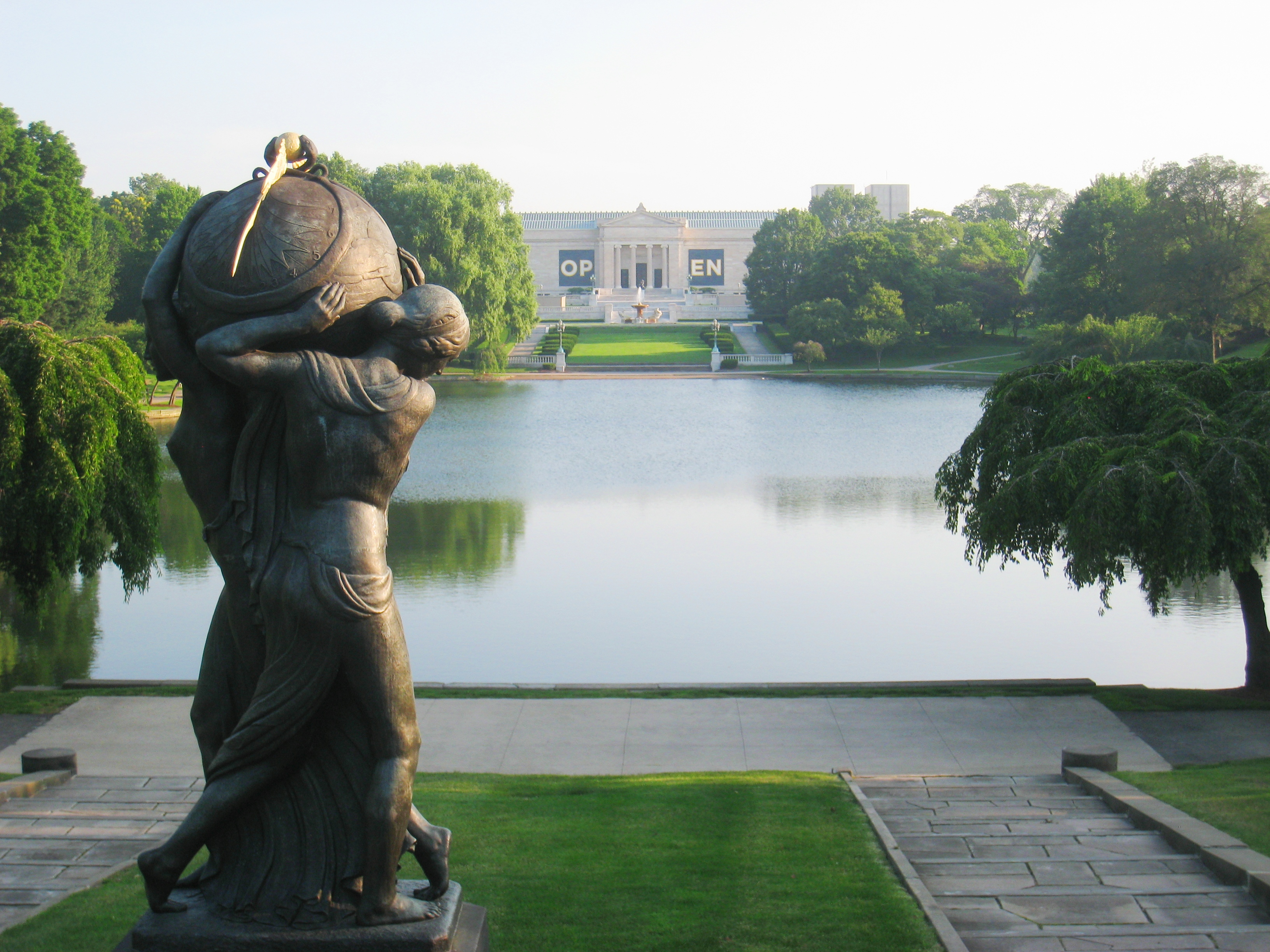
Vedere a muzeului de la treptele intrării Bulevardului Euclid în parcul Wade, cu vedere la lagună. În imagine apare și sculptura lui Frank Jirouch, Night Passing the Earth to Day, din 1928, făcută din bronz

Muzeul de Artă din Cleveland a fost fondat ca trust în 1913, cu o dotare din partea unor importanți industriași din Cleveland, Hinman Hurlbut, John Huntington și Horace Kelley. Clădirea neoclasică și Beaux-Arts a fost construită pe marginea sudică a Parcului Wade, costând 1,25 de milioane de dolari. Parcul Wade și muzeul au fost proiectate de o firmă de arhitectură locală, Hubbell & Benes, muzeul fiind planificat să fie în centrul parcului. Spațiul verde de 300.000 m² și-a luat numele de la filantropul Jeptha Wade, care a donat o parte din moșia sa împădurită în oraș în 1881. Muzeul și-a deschis ușile publicului pe 6 iunie 1916, cu nepotul lui Wade, Jeptha H. Wade II, proclamându-l „pentru beneficiul touturor oamenilor, pentru totdeauna. Wade, la fel ca bunicul său, a avut un mare interes pentru artă și a fost primul vicepreședinte al muzeului, în 1920 devenind președinte.

## Parcul Wade
Parcul Wade include o galerie în aer liber care prezintă o parte din colecția muzeului din Grădina de Arte Fine a Parcului Wade. Cea mai mare parte a acestei colecții este situată între intrarea principală inițială din 1916 a clădirii și lagună.